# Августовская губерния
А́вгустовская губе́рния (пол. Gubernia augustowska) — административная единица Царства Польского, существовавшая в 1837—1866 годах с центром в г. Ломжа, с 1844 года — Сувалки.

## История
Образована 3 (15) мая 1837 года из одноимённого воеводства. Делилась на 5 уездов: Августовский, Кальварийский, Ломжинский, Мариампольский и Сейнский. Площадь губернии составляла 18,8 тыс. км², население в конце 1850-х годов — свыше 624 тыс. человек, по вероисповеданию преимущественно католики (свыше 477 тыс. чел.). В Августовской губернии насчитывалось 44 города, однако губерния продолжала оставаться преимущественно сельскохозяйственным регионом. Некоторые города (Мариамполь, Владиславов и другие) являлись центрами ярмарочной торговли. По территории губернии проходила одна из важнейших транспортных артерий Царства Польского — Августовский канал.

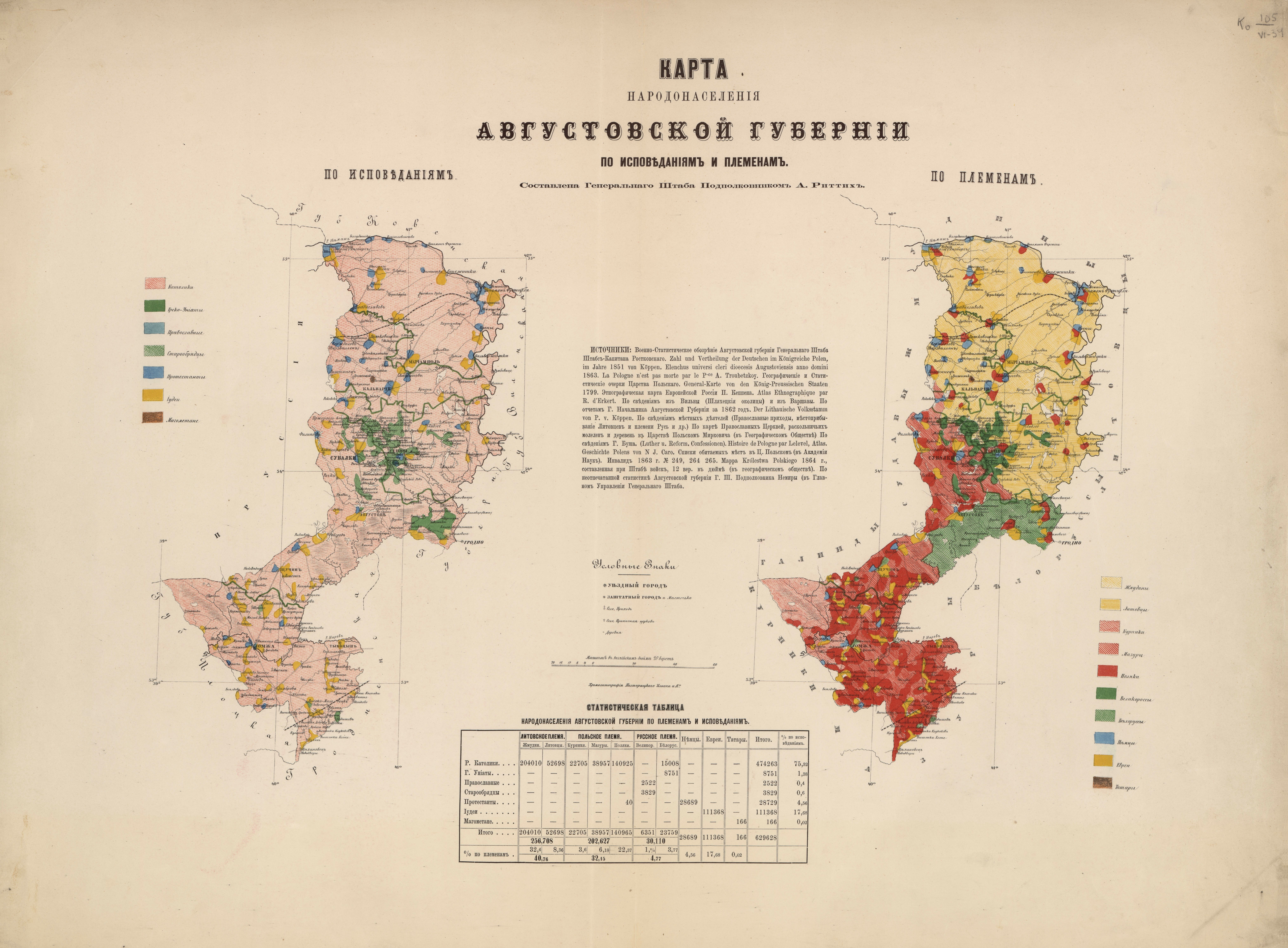
Этнографическая и религиозная карта Августовской губернии, 1864 г.

Во время польского восстания 1863 года была подчинена юрисдикции генерал-губернатора Северо-Западного края М. Н. Муравьёва.
Августовская губерния упразднена согласно «Положению о губернском и уездном управлении в губерниях Царства Польского» от 19 (31) декабря 1866 год. Царство Польское было разделено на 10 губерний и 85 уездов. Территория губернии вошла в созданные Сувалкскую и Ломжинскую губернии.

## Органы власти

### Губернаторы
| Ф. И. О.                  | Титул, чин, звание | Время замещения должности |
| ------------------------- | ------------------ | ------------------------- |
| Витановский Михаил        |                    | 1836—1843                 |
| Тикель Бенон Бенедиктович |                    | 1843—?                    |
| Феншаве Константин        |                    | 1861—1862                 |
| Ферзен Герман Егорович    | барон              | 1861—1861                 |
| Коритковский Ёзеф         |                    | 1862—1863                 |